# Sveshtari
Sveshtari (tiếng Bulgaria: Свещари) là một ngôi làng nằm ở huyện Isperih, tỉnh Razgrad, đông bắc Bulgaria. Nằm cách không xa ngôi làng này là Lăng mộ người Thracia ở Sveshtari được phát hiện vào năm 1982, và ngày nay là một phần của khu phức hợp lịch sử và khảo cổ Sboryanovo và Helis, bao gồm Demir Baba Teke, Sboryanovo và Sveshtari. Tính đến năm 2015, ngôi làng có diện tích 22,459 km² và có dân số 629 người.

## Lịch sử
Tên cũ của ngôi làng này là Mumjular.